# Церква Сан-Відаль
Церква Сан-Відаль (італ. San Vidal) — церква в Венеції, розташована у районі Сан-Марко.
Дож Віталє Фал'єр звів цю церкву на честь свого святого тезки ще в кінці XI століття, але фасад говорить про пізнішу реставрацію (XVII століття), виконану за класичним проєктом архітектора Антоніо Гаспарі, на засоби, виділені дожем Карло Контаріні.
Церква має тільки один неф з склепінчастою стелею. У ній зберігаються картини сімнадцятого століття, а також роботи Пеллегріні та Піацетта, а в пресвітерії (у задній частині) знаходиться картина «San Vitale а cavallo and Quattro Santi adorano la Vergine col putto» («Святий Віталій на коні і четверо святих, що преклоняються перед Мадонною з немовлям»), написана Вітторе Карпаччо.